# Stijn Stijnen
Stijn Stijnen (* 7. April 1981 in Hasselt) ist ein ehemaliger belgischer Fußballtorwart und heutiger Trainer.

## Laufbahn
Stijnen kam 1999 aus der Jugend des KS Kermt-Hasselt als Ersatztorhüter in den Profikader des Vereins. Ein Jahr später wechselte er zum FC Brügge, wo er zunächst Ersatz hinter Dany Verlinden und später Tomislav Butina war. Am 18. April 2003 kam er zu seinem Debüt in der Ersten Division im Spiel gegen KRC Genk, das allerdings mit 0:3 verloren ging.
Seinen Durchbruch erlebte Stijnen in der Saison 2005/06, als er mehrmals den verletzten Butina ersetzen musste. Nach mehreren guten Spielen eroberte er am Ende der Saison den Stammplatz im Tor und auch Nationaltrainer René Vandereycken wurde auf ihn aufmerksam. Sein Debüt in der belgischen Nationalmannschaft gab er bei der 1:2-Niederlage gegen Saudi-Arabien.
Im Februar 2011 kündigte der FC Brügge Stijnens bis 2015 laufenden Vertrag vorzeitig, nachdem dieser in Internetforen über Mitspieler hergezogen war. Danach war er bis zum Sommer vereinslos, ehe er sich Anfang August 2011 dem Beerschot AC anschloss und dort im Sommer 2013 seine Karriere als Aktiver beendete.
In weiterer Folge kehrte er zu seinem Ausbildungsverein KS Kermt-Hasselt zurück, wo er anfangs als Präsident agierte und diesen zusammen mit seiner Familie auch finanziell unterstützte und von der Auflösung rettete. Nachdem er im November 2015 sein Amt an den Interimsvorsitzenden Bart Casters abgab, folgte er seinem Vater, dem ehemaligen Fußballprofi Jean-Pierre „Jempi“ Stijnen, in das Amt des Sportdirektors des belgischen Drittligisten.